# 格倫瑪麗 (阿拉巴馬州)
格倫瑪麗（英語：Glen Mary）是位於美國阿拉巴馬州溫斯頓縣的一個非建制地區。該地的面積和人口皆未知。

## 地理
格倫瑪麗的座標為34°07′27″N 87°37′25″W / 34.12417°N 87.62361°W，而該地的平均海拔高度為220米（即722英尺）。